# Hugo Ehnbom
Hugo Ferdinand Ehnbom, född 14 november 1853 i Kalmar, död 19 juni 1907 på Stockholms hospital, var en svensk läkare och tecknare.
Han var son till vinhandlaren Carl Fredrik Ehnbom och Hedvig Maria Stylin. Efter avslutad läkarutbildning var han verksam som läkare i Stockholm de sista åren som distriktsläkare på Östermalm. Vi sidan av läkararbetet var han verksam som konstnär och utförde ett antal porträtt samt teckningar.